# Бецау
Бецау (нім. Bezau) — ярмаркове містечко та громада  округу Брегенц в землі Форарльберг, Австрія. Бецау лежить на висоті 650 м над рівнем моря і займає площу 34,42 км². Громада налічує 1976 мешканців. Густота населення 57/км².  
Громада лежить в районі, який носить назву Брегенцький ліс (нім. Bregenzerwald). Неподалік розкинулося Боденське озеро. Через містечко протікає річка Брезенцер Ах. Населення Форальбергу розмовляє алеманським діалектом німецької мови, а тому ближче до швейцарців, ніж до населення більшої частини Австрії, яке розмовляє баварсько-австрійським діалектом. 
У місті є залізнична станція.
|                                |
| Бецау на мапі округу та землі. |

```
Адреса управління громади: Platz 375, 6870 Bezau. 
```

## Демографія
Історична динаміка населення міста за даними сайту Statistik Austria

## Видатні особи
- Тоні Іннауер — стрибун з трампліна